# چایکوفسکی (فیلم)
«چایکوفسکی» (روسی: Чайковский) یک فیلم است که در سال ۱۹۶۹ منتشر شد. این فیلم به داستان زندگی چایکوفسکی موسیقیدان نامدار روس می‌پردازد. از بازیگران آن می‌توان به مایا پلیستسکایا و لارنس هاروی اشاره کرد. این فیلم در سال ۱۹۷۱ نامزد دریافت جایزه اسکار بهترین فیلم خارجی‌زبان شد.